# Barry Boehm
Barry W. Boehm (Santa Mónica, California, 16 de mayo de 1935-20 de agosto de 2022) fue un ingeniero informático estadounidense y es profesor emérito de esta materia en el departamento de ciencias tecnológicas en la Universidad del Sur de California. Es conocido por sus múltiples aportes a este campo.

## Formación y primeros años
En 1957, recibió su grado de B.A. en Harvard. Obtuvo  sus grados de M.Cs. y de Ph.D. en Matemáticas en la Universidad de California en 1961 y 1964, respectivamente.
En 1955, comenzó a trabajar como analista de programas en General Dynamics. En 1959 pasó a la RAND Corporation, donde fue jefe del departamento de ciencias informáticas hasta 1973. Desde ese año a 1989 fue científico en jefe del equipo de defensa de sistemas en TRW. Entre 1989 y 1992, sirvió en el departamento de los Estados Unidos de la defensa como director de la oficina de las ciencias y tecnología de la información de Defense Advanced Research Projects Agency (DARPA), y como director del software de Director, Defense Research & Engineering en la oficina de informática. Desde 1992 es profesor de ingeniería informática en el departamento de ciencias de la informática en la Universidad del Sur de California.
Sus intereses actuales en la investigación incluyen modelar los procesos del software, ingeniería de requisitos del software, las arquitecturas del software, métrica del software y los modelos de contabilidad de coste, los ambientes de la tecnología de dotación lógica, y tecnología de dotación lógica basada en el conocimiento. 
Sus contribuciones al campo incluyen el modelo constructivo del coste (COCOMO), el modelo espiral del proceso del software, el acercamiento de la teoría W (ganar-ganar) a la determinación de la gerencia y de los requisitos del software y a dos ambientes avanzados de la tecnología de dotación lógica: el sistema y el Quantum de la productividad del software de TRW. 
Ha desempeñado servicios en varios diarios científicos, incluyendo las transacciones de instituto de Ingenieros Eléctricos y Electrónicos (IEEE) en la tecnología de dotación lógica, la computadora y el software de IEEE, revisiones que computaban de Association for Computing Machinery (ACM), la tecnología de dotación lógica automatizada, el proceso del software, y la tecnología de la información y del software. 
Entre sus distinciones incluyen conferencias en la Academia de Ciencias de la URSS (1970), la concesión de los sistemas de información del AIAA  en 1979, el premio de J.D. Warnier () por su honorabilidad en ciencias de la información en 1984, la concesión de ISPA Freiman para análisis paramétricos en 1988, el consentimiento del logro del curso de la vida de ASQC (1994), y de la concesión distinguida ACM de la investigación en la tecnología de dotación lógica (1997). 
Actualmente trabaja en la AIAA, en ACM, en IEEE, y es miembro de la academia nacional de ingeniería.